# 8992 Магнаніміті
8992 Магнаніміті (8992 Magnanimity) — астероїд головного поясу, відкритий 14 жовтня 1980 року.
Тіссеранів параметр щодо Юпітера — 3,490.